# دل ایرانی
دلناز ایرانی (انگلیسی: Delnaaz Irani) روزنامه‌نگار استرالیایی مقیم آمریکا است. او مجری برنامه Deeper Look در شبکه ان‌اچ‌کی ورلد و مجری برنامه سبک زندگی در شبکه ABC استرالیایی است. ایرانی قبلاً مجری بازرگانی و مالی در برنامه صبحگاهی ABC استرالیایی بود.
دل ایرانی در بمبئی به دنیا آمد و در ۸ سالگی به همراه خانواده اش به استرالیا مهاجرت کرد. او در ساحل شمالی سیدنی بزرگ شد و تحصیلات ابتدایی و متوسطه خود را در آنجا به پایان رساند. او با مدرک لیسانس بازرگانی و لیسانس علوم در روان‌شناسی از دانشگاه نیو ساوت ولز (UNSW) فارغ‌التحصیل شد و سال آخر خود را در دانشگاه کالیفرنیا، برکلی با بورسیه تحصیلی در خارج از کشور به پایان رساند.
در اکتبر ۲۰۲۰، ورلد ویژن استرالیا، ایرانی را به عنوان سفیر حسن نیت منصوب کرد تا مردم را در مورد فعالیت‌های ورلد ویژن آگاه و آموزش دهد و آنها را برای مشارکت توانمند سازد. ایرانی ناظر دائمی سازمان ملل بوده و میزبان کنفرانس‌های منطقه ای سازمان بین‌المللی کار است. او عضو سابق هیئت مدیره بنیاد جامعه فوتبال وسترن بولداگز است.